# Liga de Voleibol Superior Masculino 1966
La Liga de Voleibol Superior Masculino 1966 si è svolta nel 1966: al torneo hanno partecipato 6 franchigie portoricane e la vittoria finale è andata per la terza volta ai Cafeteros de Yauco.

## Regolamento
La competizione vede le sette franchigie partecipanti affrontarsi senza un calendario rigido fino ad arrivare a dieci incontri ciascuna:
- Le prime quattro classificate accedono ai play-off scudetto, dove vengono accoppiate dopo una gara di spareggio, strutturati in semifinali e finale al meglio delle sette gare.

## Squadre partecipanti
Al campionato di Liga de Voleibol Superior Masculino 1966 partecipano 6 franchigie. Delle franchigie aventi diritto di partecipazione:
- I Cangrejeros de Santurce saltano l'annata.
- I Vaqueros de Bayamón sono una franchigia di nuova espansione.
- Il Fraternidad ABX e i Tiburones de Aguadilla hanno cessato le proprie attività.

| Club                     | Stagione | Città      | Impianto | Stagione precedente                      |
| ------------------------ | -------- | ---------- | -------- | ---------------------------------------- |
| Cafeteros de Yauco       | dettagli | Yauco      | ?        | 3ª in LVSM; finale play-off scudetto     |
| Changos de Naranjito     | dettagli | Naranjito  | ?        | 4ª in LVSM; semifinali play-off scudetto |
| Guayacanes de Guayanilla | dettagli | Guayanilla | ?        | ª in LVSM                                |
| Leones de Ponce          | dettagli | Ponce      | ?        | 1ª in LVSM; Campioni di Porto Rico       |
| Vaqueros de Bayamón      | dettagli | Bayamón    | ?        | -                                        |
| Voleitrotters de Caparra | dettagli | Guaynabo   | ?        | 2ª in LVSM; semifinali play-off scudetto |

## Campionato

### Regular season

#### Classifica
| Pos. | Squadra                  | G  | V | P | SV | SP | Ratio | PF | PS | Ratio |
| ---- | ------------------------ | -- | - | - | -- | -- | ----- | -- | -- | ----- |
| 1.   | Leones de Ponce          | 10 | 9 | 1 |    |    |       |    |    |       |
| 2.   | Cafeteros de Yauco       | 10 | 6 | 4 |    |    |       |    |    |       |
| 3.   | Changos de Naranjito     | 10 | 6 | 4 |    |    |       |    |    |       |
| 4.   | Voleitrotters de Caparra | 10 | 4 | 6 |    |    |       |    |    |       |
| 5.   | Guayacanes de Guayanilla | 10 | 4 | 6 |    |    |       |    |    |       |
| 6.   | Vaqueros de Bayamón      | 10 | 1 | 9 |    |    |       |    |    |       |

      Ai play-off scudetto.

### Spareggio
|  | Finale |                          |   |  |
|  |        |                          |   |  |
|  | 1      | Voleitrotters de Caparra | 1 |  |
|  | 2      | Guayacanes de Guayanilla | 0 |  |

### Play-off
|  | Semifinali | Semifinali               | Semifinali |  |  | Finale | Finale             | Finale |  |
|  |            |                          |            |  |  |        |                    |        |  |
|  | 1          | Leones de Ponce          | 3          |  |  |        |                    |        |  |
|  | 4          | Voleitrotters de Caparra | 1          |  |  | 1      | Leones de Ponce    | 1      |  |
|  | 1          | Cafeteros de Yauco       | 3          |  |  | 2      | Cafeteros de Yauco | 4      |  |
|  | 3          | Changos de Naranjito     | 2          |  |  |        |                    |        |  |